# Giovanni Santi
Pour les articles homonymes, voir Santi.

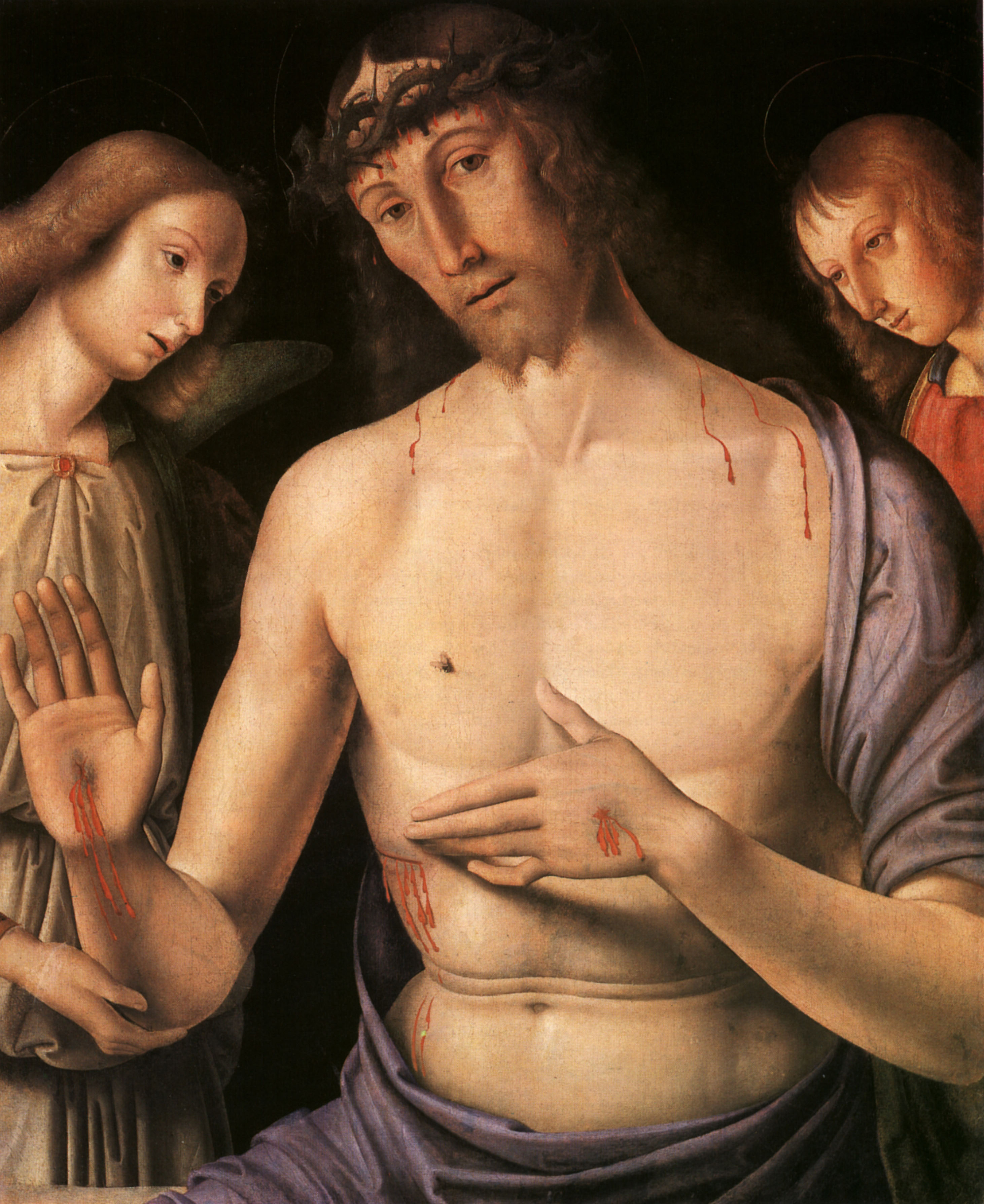
Le Christ soutenu par deux anges, Musée des Beaux-Arts de Budapest.

Giovanni di Sante di Pietro ou Giovanni Santi ou Sanzio (Colbordolo, ~1435 – Urbino, 1er août 1494), est un peintre et un poète italien de la cour d'Urbino, le père de Raphaël, et l'auteur d'une chronique sur les peintres de son temps.

## Biographie
Né dans le duché d'Urbino, fils de Perezzollo Santi, marchand de grains, Giovanni Santi est d'abord un petit négociant puis il étudie auprès de  Piero della Francesca venu à Urbino et qui a été confié à Santi en 1469 par la confrérie du Corpus Domini. Il est influencé par Fiorenzo di Lorenzo et semble avoir été l'assistant et l'ami de Melozzo de Forlì.
Peintre de la cour du duc d'Urbino, il a réalisé de nombreux retables, dont, entre autres, la Madonna à l'église San Francesco d'Urbino, une à Santa Croce à Fano.
Le 6 avril 1483, naît son fils Raffaello (Casa Santi). Giovanni Santi qui est à la tête d'un atelier florissant est réputé pour ses portraits.
En 1491, son épouse Màgia Ciarla meurt et il se remarie avec la fille d'un orfèvre, Bernardine Parti, le 25 mai suivant.
En 1494, il meurt, trois ans après. Raphaël, son héritier, est élevé par le frère de sa mère, Simone di Battista Ciarla, et est confié à Evangelista da Pian di Meleto, l'assistant de Giovanni depuis les années 1480, qui assure la continuité de l'atelier et où Raphaël fait ses débuts.

## Œuvres

### Œuvre pictural
Ses œuvres picturales sont jugées moyennes (rétrospectivement au regard des œuvres de son fils).
- Urbino, Galleria Nazionale delle Marche :
  - Le Christ mort et deux saints (1480-1485)
  - Christ blessé (1481)
  - Le Christ mort et sainte Claire (1481-1485)
  - Sainte Marguerite
  - Plusieurs panneaux d'Apôtre
  - San Rocco
  - Tobie et l'archange
  - Retable Bufi, Vierge à l'Enfant trônant avec les saints François, Jérôme, Jean-Baptiste et Sébastien
- Saint Jérôme en chaire, musées du Vatican
- Vierge à l'enfant lisant, maison de Raphaël, Urbino
- Muse Érato, galerie Corsini, Florence
- La Vierge à l'Enfant avec des saints (Sainte Conversation), (v. 1480), et Christ dans le sarcophage entre saint Jérôme et saint Bonaventure, fresques, Église Saint-Dominique, Cagli ;
- Lien vers Panopticon

### Œuvre poétique
En 1474, il écrit et met en scène une pièce, L'Amour au tribunal de la Pudeur, puis  une épopée en l'honneur du duc d'Urbino, Frédéric III de Montefeltro, La vita e le gesta di Federico da Montefeltro, suivi d'un discours sur la peinture. Les conmentaires partent de la visite à Mantoue, où le duc s'émerveille de la compétence d'Andrea Mantegna :

« Nela cui arte splendida e gentile/nel secul nostro tanti chiar son stati/ che ciescuno altro far paren por vile.  »

« Dans cet art splendide et doux, beaucoup ont été célèbres en notre siècle, qui rendent les autres indigents. »

C'est l'occasion d'une digression où Giovanni Santi loue les mérites des grands peintres du Quattrocento (vingt-sept noms sont cités). De façon remarquable, il cite à cette occasion, aussi bien des peintres vénitiens, ombriens, du centre de l'Italie ou des Flandres que les grands noms de la peinture florentine.
Il vante les dons de coloristes du « grand Jan van Eyck et de son disciple Rogier van der Weyden»  , puis cite Gentile da Fabriano et Fra Angelico, « à la foi ardente », Pisanello « pour les médailles et la peinture », Fra Filippo Lippi  et  Francesco di Stefano Pesellino,  Domenico Veneziano,  Masaccio,  Andrea del Castagno,  Paolo Uccello, Piero et Antonio Pollaiuolo, « grands dessinateurs », Piero della Francesca, Léonard de Vinci et le Pérugin, « égaux en âge et en renommée », Domenico Ghirlandaio et Filippino Lippi, Sandro Botticelli et  Luca Signorelli,  Antonello da Messina Giovanni Bellini et son frère Gentile Bellini, Cosimo Tura, Ercole de' Roberti, et Melozzo de Forlì « qui m’est si cher ».

## Liens
- Peintres nés dans les Marches
- Renaissance à Urbino